# Connemara (cavallo)
Il pony Connemara è originario del versante occidentale dell'Irlanda, è l'unico pony indigeno di questo paese. Oggi è allevato sia in Europa che oltreoceano. Di tutte le razze originarie delle montagne e dei Moors è probabilmente la più commerciabile per la velocità, le prestazioni brillanti e le doti di saltatore. Inoltre è adatto a essere cavalcato da bambini più grandi e da adulti non troppo pesanti.

## Storia
Si presume, grazie ai dati avuti fino ad oggi, che la razza autoctona irlandese esista già da 2500 anni. Esistono 2 teorie dalle quali possa derivare questa razza: la prima sostiene che le cavalle siano state incrociate con stalloni di origine celtica, mentre la seconda dice che discenda da stalloni fuggiti dal naufragio avvenuto nel 1588 da parte dell'invincibile Armata spagnola, al largo delle coste irlandesi. La teoria più probabile è la seconda, infatti grazie a delle fonti, la razza Connemara deriva da un incrocio con cavalli di origine Berbera e Spagnoli, da cui nacque l'Irish Hobby che ha dato la linea ascendente della razza irlandese. Purtroppo la razza Irish Hobby si estinse nel 1700. Nel 1923 fu fondata l'associazione di razza, indicata con acronimo CPBS che sta per Connemara Pony Breeder's Society, fondamentale perché nel 1926 l'associazione creò lo stud book cioè il libro genealogico dei cavalli Connemara. Fino a qualche tempo fa gli individui venivano impiegati nel lavoro per il trasporto di torba, e utilizzati come incrocianti per dare origine alla razza Hunter Irlandese. Oggi sono presenti allevamenti di razza Connemara in Australia, Stati Uniti, Inghilterra e molti altri paesi dell'Europa.

## Caratteristiche morfologiche
Il Connemara è una razza con tipologie ben determinate che conserva la robustezza conferitagli dal suo ambiente naturale. Gli incroci con i Purosangue hanno consentito di ottenere eccellenti soggetti da competizione di gran carattere e resistenza. Il cavallo di razza Connemara è di tipo mesomorfo, l’altezza del garrese varia da 132 cm ad un massimo di 144 cm. Il mantello varia dal grigio al baio, al baio scuro, al morello, all’isabella. La testa è di piccole dimensioni a profilo rettilineo, con le orecchie piccole, occhi grandi e ampie narici. Attraverso la conformazione della testa si percepisce l’evidente influsso di sangue orientale. Il collo è lungo e ben conformato, ornato da una ricca criniera. Il garrese si presenta ben rilevato mentre la linea dorso-lombare appare lunga e dritta, la groppa ha una buona muscolatura e leggermente obliqua, la coda è folta e lunga. Il torace si presenta ampio e profondo, la spalla è lunga e inclinata e ben angolata. Gli arti sono particolarmente resistenti grazie ad un'ottima muscolatura e le articolazioni si presentano ben asciutte. Gli stinchi sono lunghi dai 17 ai 20 centimetri, lisci e robusti. I tendini si presentano ben staccati con il piede ben conformato. Gli appiombi nella norma sono corretti. Gli zoccoli sono di ottima qualità e conformazione, e assicurano un buon appoggio su qualsiasi tipo di terreno.

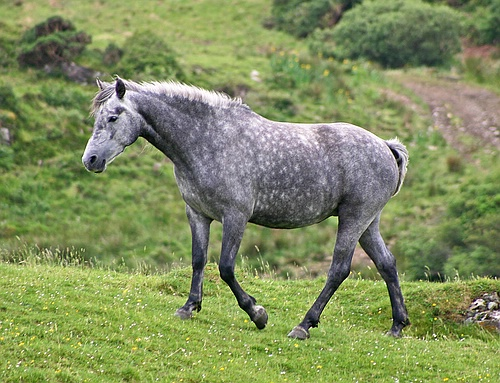
Pony Connemara grigio

## Carattere e attitudini
Il pony Connemara ha un temperamento particolarmente docile, che gli permette di adattarsi a qualsiasi tipo di impiego: dai lavori agricoli all'essere montato dai bambini. Questo perché è un cavallo forte e robusto, adatto anche al salto, risultato di un’evoluzione influenzata dal suo ambiente d'origine. Inizialmente era usato soprattutto come animale da soma, il che gli ha conferito molta resistenza, però incrociandolo con la razza PSI e araba ha dato vita a un animale di taglia più grande con una buona attitudine al salto, per questo è versatile per molte specialità sportive tra cui il completo. Le sue andature aeree lo rendono un ottimo compagno per le gare di dressage. Questo cavallo è abituato a vivere all'aperto essendo per lo più allevato allo stato brado in Irlanda, quindi ama molto le passeggiate in campagna. Tutte queste caratteristiche hanno permesso al Connemara di partecipare (come capostipite) alla creazione di nuove razze come l'Hunter Irlandese. Il primo stallone iscritto al libro genealogico di questa razza è stato registrato nel 1904, e nel 1923 fu fondata la Connemara Pony Breeders Society, che ancora oggi ha sede nella città di Clifden e mantiene alto il nome di questa razza, organizzando ogni anno eventi a livello nazionale e mondiale.